# 百観音温泉
百観音温泉（ひゃっかんのんおんせん）は、埼玉県久喜市にある温泉、日帰り入浴施設の名称。

## 泉質
- 含ヨウ素-ナトリウム-塩化物強塩泉（高張性弱アルカリ性高温泉）
- 源泉温度 57.3℃
- pH 7.55　弱アルカリ性。
- 湧出量 2,250リットル／分

化石海水を利用しており、天然ガスとともに湧出するため、関東の平野部では非常に珍しい自噴の天然温泉となっている。褐色で石油臭（臭素イオン46,5 mg/kg）が強く、塩辛い独特の泉質。湯量は豊富で、100%源泉掛け流しを謳っている。

## 温泉地
住宅地の中に、日帰り入浴施設と観音堂が存在する。施設裏手には温泉スタンドもある。

## 歴史

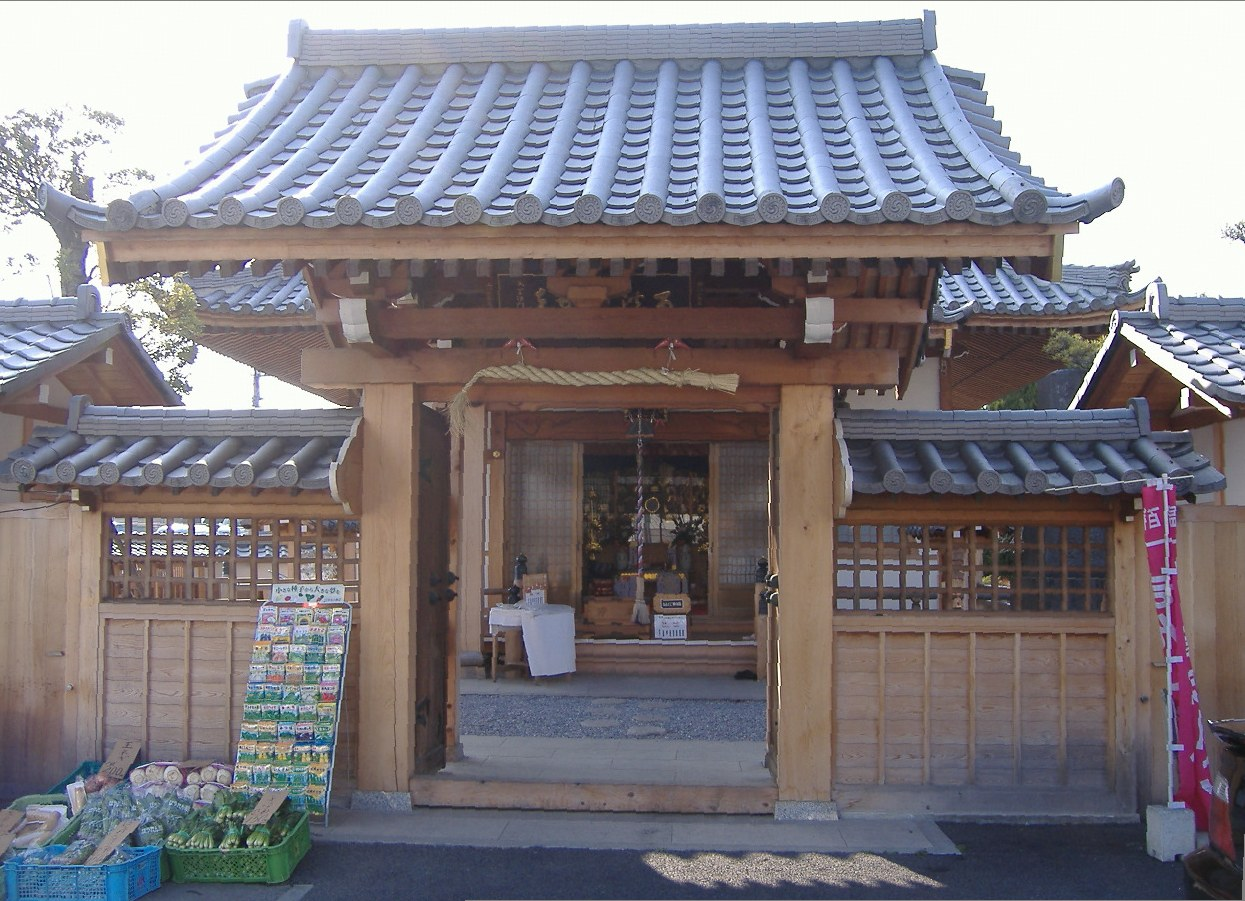
敷地内の観音堂

百観音の名は江戸時代にこの地に祀られた百観音にちなむ。
百観音とは、西国三十三所、坂東三十三箇所、秩父三十四箇所と併せてた日本百観音の事をいい、この地は坂東三十三箇所にあたる。
その観音堂は慶応4年3月に焼失、その後再建されたものの御堂が破損したため、観音像などをオーナーが引き取り、敷地内の観音堂に保存している。
温泉が開発されたのは1992年4月 地下1,500メートルまでボーリングを実施して、源泉開発を行った。源泉開発以来、1992年6月 - 2001年8月までの9年間は現在とは異なった施設で営業していた。2002年2月16日に本格的な日帰り入浴施設として営業開始、2006年5月27日に露天風呂の増設するリニューアルを施工した。
2014年2月22日にリニューアルオープンし、レストランやお休みスペースの配置を大きく変えた。

## アクセス
- 宇都宮線（JR東日本）「東鷲宮駅」下車 徒歩約3分
- 東武伊勢崎線「鷲宮駅」下車 徒歩30分
- 東北自動車道久喜ICより10分、加須ICより約15分（埼玉県道3号さいたま栗橋線沿い）